# Валицкий, Базилий
Базилий Валицкий (ок. 1726 — 28 декабря 1802) — государственный и военный деятель Речи Посполитой, генерал земли Равской (1782), генерал-майор коронных войск, последний воевода равский (1774—1795), каштелян сохачевский (1758—1772), хорунжий равский (до 1759), ротмистр Национальной кавалерии (1777—1790), сторонник Конституции 3 мая и сенатор.

## Биография
Представитель польского дворянского рода Валицких герба «Лада». Сын Александра Валицкого и Пуденцианны Чосновской.
Он получил образование во Франции. Сторонник и пропагандист реформ, советник и друг польского короля Станислава Августа Понятовского. Член комиссии городского порядка в Старой Варшаве (1765). Во время Разделительного сейма 1773—1775 годов он вступил в конфедерацию Адама Понинского, стал членом коронной скарбовой комиссии.
Член конфедерации Анджея Мокроновского в 1776 году, департамента полиции Постоянного совета в 1777 году и конфедерации Четырёхлетнего сейма.
На Гродненском сейме 1793 года Базилий Валицкий был избран членом Постоянного совета.
Он построил дворец в Малой-Веси, который был открыт в 1786 году. В 1776 году он там же основал парк.
Кавалер Ордена Святого Станислава (1767) и Ордена Белого орла (1775).

## Семья
Жена с 1748 года Розалия Неборская, дочь каштеляна плоцкого Михаила Неборского (ок. 1680—1746) и Терезы Антонины Кицкой (1690—1774). Дети:
- Казимир (1758—1795), староста сохачевский
- Юзеф (1775—1808), староста мщонувский
- Тереза, жена Яна Ржешотарского
- Пуденцианна, жена старосты заторского Антония Стадницкого (1757—1832)
- Анна, жена Франтишека Рыхловского
- Магдалена (1760—1800)
- Марианна (1764—1845), жена Игнацы Дзианотта де Кастеллати (1762—1824)